# Park MGM
Park MGM, anteriormente denominado Monte Carlo Resort and Casino, é um hotel com casino integrado, localizado na Strip de Las Vegas, no estado de Nevada, nos Estados Unidos. O Monte Carlo Resort abriu ao público no dia 21 de Junho de 1996. O nome, a arquitetura e a decoração deste complexo são inspirados no famoso casino de Monte Carlo, no principado do Mónaco. O hotel possui 3002 quartos, incluindo 259 suites de luxo. O casino oferece uma área de jogo de 8361m².
Uma das principais atrações do Monte Carlo é o ilusionista Lance Burton que atua regularmente no Lance Burton Theater, com 1200 lugares e integrado no complexo.
O Monte Carlo oferece ainda:
- Uma zona comercial com dezenas de lojas com mais de 2043m².
- Um parque aquático com 1951m² que incluí quedas de água, uma piscina de ondas e um rio artificial.
- Uma capela para casamentos.
- Um serviço de transporte gratuito por metro ligeiro para o hotel Bellagio, de duração de 10 minutos.
- Centros de convenções.
- Spa e fitness center.
- Várias quadras de ténis.
- Uma fábrica de cerveja, encerrada em Dezembro de 2006.
- Vários restaurantes e bares.